# كاميرون دومينغان
كاميرون دومينغان (بالإنجليزية: Cameron Dummigan)‏ (2 يونيو 1996 في المملكة المتحدة - ) هو لاعب كرة قدم بريطاني في مركز الدفاع. شارك مع منتخب أيرلندا الشمالية تحت 17 سنة لكرة القدم ومنتخب أيرلندا الشمالية تحت 19 سنة لكرة القدم ومنتخب أيرلندا الشمالية تحت 21 سنة لكرة القدم. أما مع النوادي، فقد لعب مع أولدهام أثلتيك ونادي بيرنلي.

## وصلات خارجية
- كاميرون دومينغان على موقع الاتحاد الأوربي (الإنجليزية)
- كاميرون دومينغان على موقع قاعدة بيانات كرة القدم.إي يو (الإنجليزية)
- كاميرون دومينغان على موقع Soccerbase.com (لاعب) (الإنجليزية)
- كاميرون دومينغان على موقع Soccerway.com (الإنجليزية)
- كاميرون دومينغان على موقع AS.com (الإسبانية)